# Andrène des saules
Andrena bisalicis
Espèce
L'Andrène des saules (Andrena bisalicis) est une espèce d'andrènes de la famille des Andrenidae. Cette espèce est présente en Amérique du Nord,,.